# Тиховодное (станция)
Тихово́дное — путевой пост (ранее — железнодорожная станция) Владивостокского региона Дальневосточной железной дороги. Находится в одноимённом населенном пункте Тиховодное Дмитриевском сельском поселении Черниговского района Приморского края.

## История
До 1972 года носила китайское название Лебехе. Переименована после вооружённого конфликта за остров Даманский.

## География
Участок: Хабаровск-I — Сибирцево
Расстояние до узловых станций (в километрах): Хабаровск I — 556, Сибирцево — 30.
Соседние станции (ТР4): 974500 Кнорринг и 974604 Мучная

## Коммерческие операции
Б	Продажа билетов на все пассажирские поезда. Прием и выдача багажа не производятся.